# Raymond Johansson
Raymond Frank Stefan Johansson, född 1937 i Målilla, död 2002, var en svensk målare, skulptör och poet.
Johansson studerade konst för Franz Kriwanek i USA och omfattande självstudier på ett flertal studieresor i Europa, Sydamerika och USA. Han har haft ett flertal utställningar med sina skulpturer skurna i alträ och ek samt med målningar i Sverige och utomlands. Hans bildkonst består av stilleben, interiörer, porträtt och landskap i olja, pastell, akvarell eller gouache. Vid sidan av sitt eget skapande har han varit anlitad som formgivare av konstglas, i över och underfångsteknik, där hans mexikanska motiv ofta finns inneslutna i glaset.